# Rafael Advanced Defense Systems
Rafael Advanced Defense Systems Ltd. (wcześniej: RAFAEL Armament Development Authority), znany jako RAFAEL lub Rafael (również pisany: Raphael lub Rephael, w języku hebrajskim: רפאל - מערכות לחימה מתקדמות בע"מ) – izraelskie przedsiębiorstwo odpowiedzialne za rozwój uzbrojenia oraz wojskowej technologii. Rafael jest dawną częścią izraelskiego Ministerstwa Obrony i jest postrzegany jako przedsiębiorstwo rządowe.
Rafael specjalizuje się w rozwijaniu i produkcji bojowych technologii dla izraelskich sił obronnych, jak również w produkcji na eksport. Wszystkie aktualne projekty są utajnione.

## Historia
Rafael powstał w 1948 jako Korpus Naukowy (heb.: חיל המדע) pod kierownictwem Shlomo Gur, po czym został przemianowany na Research and Design Directorate (Departament Badawczy i Projektów) (heb.: אגף הפיתוח והתיכון) w 1952. Ostatecznie został zreorganizowany w 1958 jako Rafael.

## Produkty
- Blazer – pierwszy izraelski pancerz reaktywny,
- Toga – dodatkowy pancerz pasywny w postaci kurtyn montowanych po bokach transportera M-113,
- Wóz bojowy WOLF produkowany razem z Hatehof Netzer Sereni,
- System precyzyjnego celowania Litening,
- Python 5 – pociski powietrze-powietrze,
- Popeye (AGM-142) pociski powietrze-ziemia,
- Przeciwpancerne pociski sterowane Spike,
- WallBuster – wyrzutnia granatów burzących,
- Dodatkowy pancerz: płaszcze pancerza pasywnego i reaktywnego, stosowane przez Siły Zbrojne Rzeczypospolitej Polskiej w KTO Rosomak w Afganistanie,
- Elektronika i optoelektronika,
- TROPHY Aktywny system zabezpieczeń dla pancernych pojazdów bojowych,
- MATADOR broń przeciwpancerna krótkiego zasięgu.

## Projekty
- System obrony przeciwlotniczej i przeciwrakietowej opierający się na wysokoenergetycznej wiązce światła lasera (THEL)